# Ron Dyens
Ron Dyens est un producteur de films d'animation français né à Neuilly-sur-Seine le 15 janvier 1970. Il est le gérant et le producteur de Sacrebleu Productions.

## Biographie
Ron Dyens est diplômé en Lettres Modernes.

## Filmographie

### Longs-métrages
- 2011 : Free Radicals, une histoire du cinéma expérimental de Pip Chodorov (documentaire)
- 2016 : Tout en haut du monde de Rémi Chayé
- 2020 : L'Extraordinaire Voyage de Marona de Anca Damian
- 2021 : Ma famille afghane de Michaela Pavlatova
- 2022 : Sirocco et le Royaume des courants d'air de Benoît Chieux
- 2024 : Flow de Gints Zilbalodis

### Courts-métrages
- 2001 : La Flamme de Ron Dyens (fiction)
- 2002 : Paroles, Paroles de Ron Dyens (fiction)
- 2003 : La Routine de Cédric Babouche (animation)
- 2003 : Derrière les fagots de Ron Dyens (fiction)
- 2004 : Imago… de Cédric Babouche (animation)
- 2005 : CDD/I de Sylvain Desclous (fiction)
- 2006 : Le Loup blanc de Pierre-Luc Granjon (animation)
- 2006 : La Memoria Dei Cani de Simone Massi (animation)
- 2006 : Matopos de Stéphanie Machuret (animation)
- 2008 : Mon petit frère de la lune de Frédéric Philibert (animation)
- 2008 : Kroak de Julie Rembauville et Nicolas Bianco-Levrin (animation)
- 2009 : J’attends une femme de Chiara Malta (fiction)
- 2009 : Madagascar, carnet de voyage de Bastien Dubois (animation)
- 2009 : L’Homme qui dort d'Inès Sedan (animation)
- 2009 : Nuvole, Mani de Simone Massi (animation)
- 2010 : Chienne d’Histoire de Serge Avédikian (animation)
- 2011 : Planet Z de Momoko Seto (animation)
- 2011 : Via Curiel 8 de Mara Cerri et Magda Guidi (animation)
- 2011 : Moi de Inès Sedan (animation)
- 2012 : Tram de Michaela Pavlatova (animation)
- 2012 : The Great Rabbit d'Atsushi Wada (animation)
- 2013 : Portraits de Voyages de Bastien Dubois (série d'animation)
- 2014 : Acoustic Kitty de Ron Dyens (animation)
- 2014 : Man on the chair de Dahee Jeong (animation)
- 2014 : Beach Flags de Sarah Saidan (animation)
- 2014 : A Blue Room de Tomasz Siwinski (animation)
- 2015 : Jay parmi les hommes de Zeno Graton (fiction)
- 2015 : Rhizome de Boris Labbé (animation)
- 2015 : Le repas dominical de Céline Devaux (animation)
- 2016 : La Chambre Vide (The Empty) de Dahee Jeong (animation)
- 2016 : Le Jardin de Minuit de Benoît Chieux (animation)
- 2017 : Gros Chagrin de Céline Devaux (animation)
- 2017 : Eden de Julie Caty (animation)
- 2018 : Le Tigre de Tasmanie de Vergine Keaton (animation)
- 2018 : La Chute de Boris Labbé (animation)
- 2019 : Mr Mare de Luca Toth (animation)
- 2019 : Coeur Fondant de Benoît Chieux (animation)
- 2019 : L'Heure de l'Ours de Agnès Patron (animation)
- 2020 : Normal de Julie Caty
- 2020 : Friend of a Friend de Zachary Zezima
- 2021 : Freedom Swimmer de Olivia Martin-McGuire
- 2023 : Maurice's Bar de Tom Prezman et Tzor Edery
- 2024 : Papillon de Florence Miailhe (animation)
- 2025 : Une fugue d'Agnès Patron (animation)

## Récompenses
(août 2025).

### Oscars
- Oscars 2025 : Meilleur film d'animation pour Flow de Gints Zilbalodis

### Golden Globes
- Golden Globes 2025 : Meilleur film d'animation pour Flow de Gints Zilbalodis

### Festival de Cannes
- Festival de Cannes 2010 : Palme d'or du court-métrage pour Chienne d'histoire de Serge Avédikian

### Berlinale
- Berlinale 2024 : Ours de Cristal du court-métrage - Generation KPlus pour Papillon de Florence Miailhe
- Berlinale 2012 : Ours d'Argent du court-métrage pour The Great Rabbit d'Atsushi Wada

### Mostra de Venise
- Mostra de Venise 2017 : Orrizonti Award du Meilleur Court Métrage pour Gros Chagrin de Céline Devaux

### César du Cinéma
- César 2025 : César du Meilleur film d'Animation pour Flow de Gints Zilbalodis
- César 2023 : César du Meilleur Film d'Animation pour Ma Famille Afghane de Michaela Pavlatova
- César 2020 : César du Meilleur Court-Métrage d'Animation pour L'Heure de l'Ours de Agnès Patron
- César 2016 : César du Meilleur Court-Métrage d'Animation pour Le Repas Dominical de Céline Devaux

### Festival International du Film d'Animation d'Annecy
- Annecy 2023 : Prix du Public pour Sirocco et le Royaume des Courants d'Air de Benoît Chieux
- Annecy 2023 : Prix Festivals Connexion pour Maurice's Bar de Tom Prezman et Tzor Edery
- Annecy 2021 : Prix du Jury pour Ma Famille Afghane de Michaela Pavlatova
- Annecy 2016 : Prix du Public pour Tout en Haut du Monde de Rémi Chayé
- Annecy 2014 : Cristal du court-métrage pour Man on the chair de Dahee Jeong
- Annecy 2012 : Cristal du court-métrage pour Tram de Michaela Pavlatova

### Divers
- Prix Procirep 2010[1] du meilleur producteur français de courts-métrages
- Lutins du court métrage 2010 : Meilleure animation pour le film pour Madagascar, carnet de voyage
- Lutins du court métrage 2006 : Meilleure production pour Imago...

### Nominations

#### Festival de Cannes
- Festival de Cannes 2025 : Sélection à La Semaine de la critique pour Une Fugue d'Agnès Patron
- Festival de Cannes 2019 : Sélection en Compétition Officielle pour L'Heure de l'Ours de Agnès Patron
- Festival de Cannes 2018 : Sélection à La Semaine de la critique pour La Chute de Boris Labbé
- Festival de Cannes 2015 : Sélection en Compétition Officielle pour Le Repas Dominical de Céline Devaux
- Festival de Cannes 2014 : Sélection à La Quinzaine des réalisateurs pour Man on the chair de Dahee Jeong
- Festival de Cannes 2014 : Sélection à La Semaine de la critique pour A Blue Room de Tomasz Siwinski
- Festival de Cannes 2012 : Sélection à La Quinzaine des réalisateurs pour Tram de Michaela Pavlatova
- Festival de Cannes 2005 : Sélection à La Semaine de la critique pour Imago de Cédric Babouche
- Festival de Cannes 2003 : Sélection à La Semaine de la critique pour Derrière les fagots de Ron Dyens

#### Berlinale
- Berlinale 2019 : Sélection en Compétition Officielle pour Mr Mare de Luca Toth
- Berlinale 2018 : Sélection en Compétition Officielle pour Le Tigre de Tasmanie de Vergine Keaton
- Berlinale 2011 : Sélection en Compétition Officielle pour Planet Z de Momoko Seto

#### Mostra de Venise
- Mostra de Venise 2010 pour Les Barbares de Jean-Gabriel Pérot
- Mostra de Venise 2009 pour Nuvole Mani de Simone Massi

#### César du Cinéma
- César 2019 : présélection de La Chute de Boris Labbé pour le César du meilleur court-métrage d'animation
- César 2018 : Nomination au César du meilleur court-métrage d'animation pour Jardin de Minuit de Benoît Chieux
- César 2015 : présélection de Beach Flags pour le César du meilleur court-métrage d'animation
- César 2012 : présélection de Planet Z pour le César du meilleur court-métrage
- César 2008 : présélection de Le Loup Blanc pour le César du meilleur court-métrage

#### Oscars du Cinéma
- 83e cérémonie des Oscars : Nomination l'Oscar du meilleur court-métrage d'animation pour Madagascar, carnet de voyage
- 77e cérémonie des Oscars : Pré-sélection pour l'Oscar du meilleur court-métrage d'animation pour Imago...

#### Golden Globes
- 79e cérémonie des Golden Globes : Nomination pour le Golden Globes du meilleur film d'animation pour Ma Famille Afghane

#### Divers
- Festival du Court-Métrage de Clermont-Ferrand 2024 pour Maurice's Bar de Tom Prezman et Tzor Edery
- Toronto International Film Festival 2019 pour L'Heure de l'Ours de Agnès Patron
- Festival du film de Sundance 2016 pour Le Repas Dominical de Céline Devaux
- Festival du Court-Métrage de Clermont-Ferrand 2015 pour Beach Flags de Sarah Saidan
- Festival du film de Sundance 2015 pour Beach Flags de Sarah Saidan
- Festival du film de Sundance 2010 pour Madagascar, carnet de voyage de Bastien Dubois
- Festival international du film de Rotterdam 2010 pour Free Radicals, une histoire du cinéma expérimental